# Cantharis figurata
Cantharis figurata är en skalbaggsart som beskrevs av Mannerheim 1843. Cantharis figurata ingår i släktet Cantharis, och familjen flugbaggar. Arten är reproducerande i Sverige.

## Bildgalleri

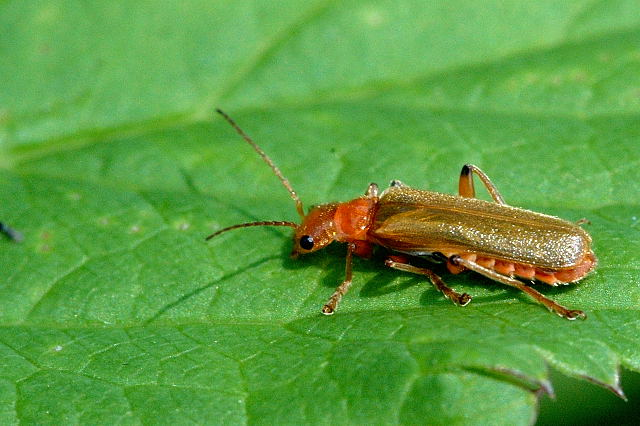
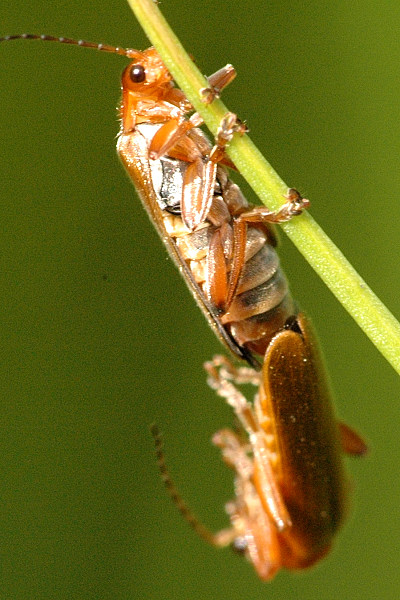